# Tannodia swynnertonii
Tannodia swynnertonii är en törelväxtart som först beskrevs av Spencer Le Marchant Moore, och fick sitt nu gällande namn av David Prain. Tannodia swynnertonii ingår i släktet Tannodia och familjen törelväxter. IUCN kategoriserar arten globalt som sårbar. Inga underarter finns listade i Catalogue of Life.